# Memphis Pyramid
Memphis Pyramid là một đấu trường 20.142 chỗ ngồi, nằm ở Memphis, Tennessee bên cạnh bờ sông Mississippi, Hoa Kỳ.
Được xây vào năm 1991 và thuộc quyền sở hữu và điều hành hoạt động bởi thành phố Memphis và hạt Shelby.
Kim tự tháp này cao 32 tầng (98m), rộng 180m và là kim tự tháp lớn thứ 3 trên thế giới hiện nay (sau Đại Kim Tự Tháp Giza (139 m) và khách sạn Luxor (106 m). Đầu trường này cao hơn Tượng Nữ Thần Tự Do 5 m.